# Panienka z okienka (powieść)
Panienka z okienka – powieść historyczna dla młodzieży autorstwa Jadwigi Łuszczewskiej (Deotymy) opublikowana po raz pierwszy pod tytułem Panienka w 1893 r. w Warszawie, a pod obecną nazwą po raz drugi w 1898 roku. W 1959 powstała teatralna, a w 1964 filmowa adaptacja powieści.
Akcja toczy się w Gdańsku w XVII wieku. Treścią są dzieje miłości marynarza królewskiej floty wojennej i pięknej Hedwigi — dziewczyny uratowanej niegdyś z tureckiej niewoli i wychowanej przez gdańskiego rzemieślnika, wyglądającej często przez okno kamienicy nazywanej „Bursztynowym Domem”.